# La vita mia (Amedeo Minghi)
La vita mia è un album musicale di Amedeo Minghi tratto dal recital "Forse sì musicale", registrato dal vivo al Teatro Eliseo di Roma dal 4 al 15 aprile 1989, tranne il brano La vita mia, che è l'unico inedito in studio.

## Tracce
Lato A
1. La vita mia (Inedito) – 5:33 (testo: Vanda Di Paolo – musica: Amedeo Minghi)
2. St. Michel – 5:32 (testo: Gaio Chiocchio – musica: Amedeo Minghi)
3. Quando l'estate verrà – 3:53 (testo: Gaio Chiocchio – musica: Amedeo Minghi)
4. Cuore di pace – 4:29 (testo: Gaio Chiocchio – musica: Amedeo Minghi)
5. Anni '60 – 4:19 (testo: Gaio Chiocchio – musica: Amedeo Minghi)
6. Le verdi cattedrali della memoria – 5:45 (testo: Gaio Chiocchio – musica: Amedeo Minghi)

Lato B
1. Serenata – 5:20 (Amedeo Minghi)
2. 1950 – 4:19 (testo: Gaio Chiocchio – musica: Amedeo Minghi)
3. Canzoni – 4:02 (testo: Vanda Di Paolo – musica: Amedeo Minghi)
4. Rosa – 5:20 (Amedeo Minghi)
5. L'immenso – 4:55 (Amedeo Minghi)
6. Rivederci e grazie – 7:02 (Amedeo Minghi)

## Formazione
- Amedeo Minghi - voce, tastiera, pianoforte
- Marco Petriaggi - programmazione
- Mario Zannini Quirini - tastiera